# Tourisme en Seine-et-Marne
Couvrant la moitié de l'Île-de-France, la Seine-et-Marne dispose d'une réelle qualité d'offre culturelle et touristique : châteaux, musées, villages de caractère et d'artistes témoignent de la richesse de son passé culturel et artistique.
Second département le plus touristique d'Île-de-France après Paris, la Seine-et-Marne attire annuellement environ de 30 à 40 millions de personnes. Le département possède de nombreux sites touristiques, culturels et de loisirs.

## Présentation du tourisme en Seine-et-Marne

### Offices de tourisme
La Seine-et-Marne compte une trentaine d'offices de tourisme et de syndicats d'initiative répartis sur tout le territoire.
Le tourisme dans le département est centralisé par Seine et Marne Attractivité basé dans le Pôle touristique d'excellence de Seine-et-Marne dans le Quartier Henri IV du Château de Fontainebleau depuis le 2 mars 2015.

### Fréquentation des lieux touristiques
Les touristes peuvent découvrir en Seine-et-Marne :
- 2 sites classés au patrimoine mondial de l'Humanité : Fontainebleau et Provins.
- 40 musées dont 5 départementaux.
- Un parc d’attraction international, Disneyland Paris, première destination touristique d'Europe avec plus de 320 millions de visiteurs depuis son ouverture.
- Villages Nature Paris, village de vacances d'écotourisme développé par Pierre & Vacances - Center Parcs et Euro Disney.
- Des châteaux : Fontainebleau, Vaux-le-Vicomte, Blandy-les-Tours, Champs-sur-Marne, Rentilly...

Les sites les plus visités du département en 2016 sont Disneyland Paris avec 13 400 000 visiteurs ainsi que le centre commercial Val d'Europe avec 5 700 000 visiteurs, très loin devant la cité médiévale de Provins avec 1 000 000 visiteurs, et le château de Fontainebleau avec 466 193 visiteurs.

### Hébergement et restauration

#### Hébergement
La Seine-et-Marne dispose du troisième parc hôtelier d'Île-de-France après Paris et les Hauts-de-Seine avec 153 hôtels classés (dont 2 cinq étoiles et 19 quatre étoiles) offrant 15 941 chambres en 2016, principalement fait de la présence de Disneyland Paris.
En 2016, le parc hôtelier de Seine-et-Marne a enregistré 4 522 137 arrivées. Les Français ont représenté 54,6 % des arrivées et les étrangers 45,4 % des arrivées. Le taux d'occupation était de 59,9 %.
La Seine-et-Marne dispose de 53 campings classés (dont 1 cinq étoiles et 4 quatre étoiles) offrant 7 464 emplacements.

#### Restauration
Le département compte près d'un millier de restaurants, allant de la restauration rapide à la restauration gastronomique. La cuisine traditionnelle côtoie les cuisines de diverses cultures.

## Lieux touristiques

### Patrimoine historique

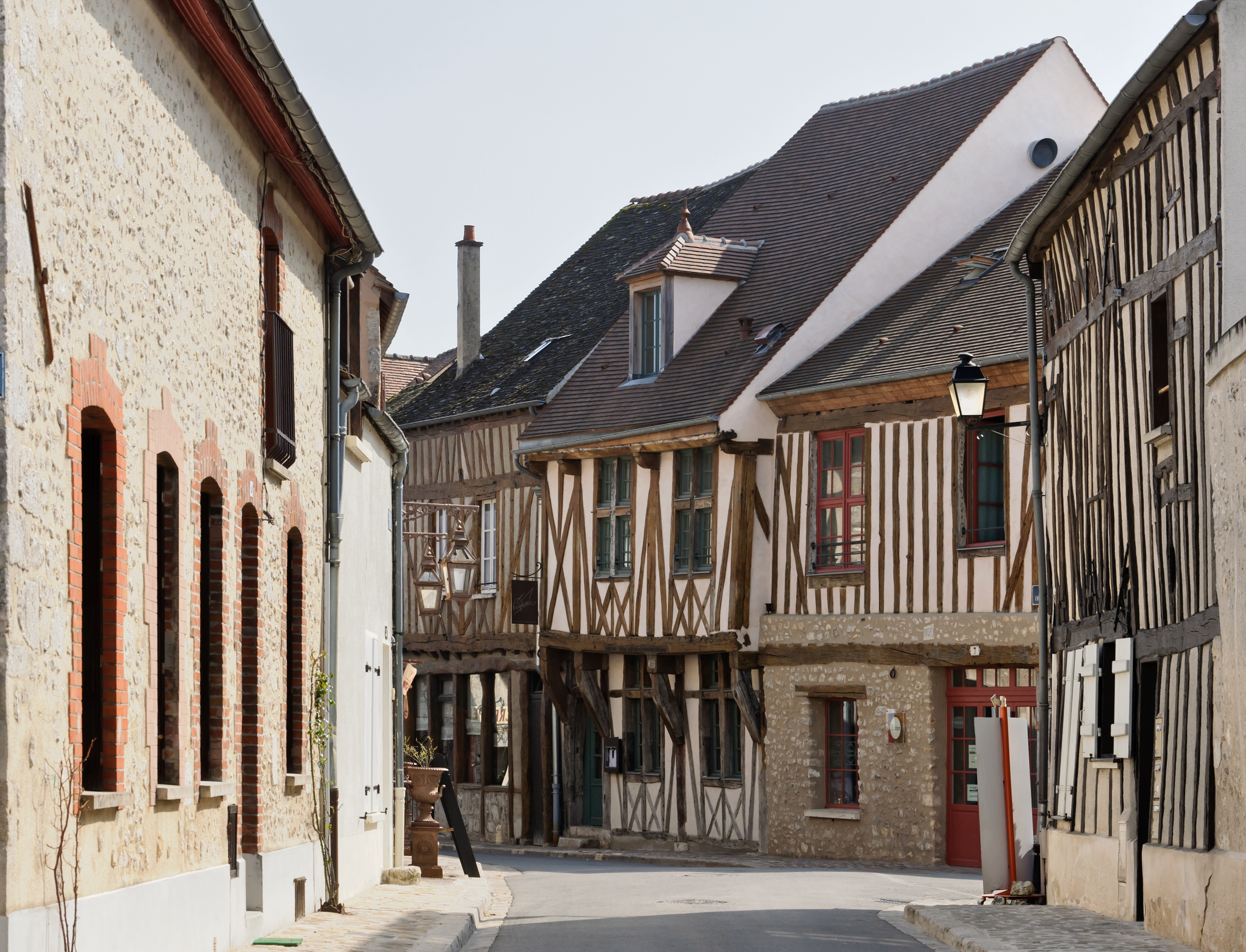
Provins, la maison du pilori

Le patrimoine historique diversifié de la Seine-et-Marne est le reflet des différentes époques et influences qui se sont succédé au fil des siècles sur le territoire.
La Seine-et-Marne compte 632 monuments patrimoniaux protégés, dont 231 classés et plus de 400 inscrits à l’inventaire supplémentaire des monuments historiques.

#### Les villes touristiques
Plusieurs villes ont plus ou moins conservé un caractère médiéval, en particulier la ville haute fortifiée de Provins classée au patrimoine mondial de l'UNESCO depuis 2001, Moret-sur-Loing ou Château-Landon. Plusieurs villes et village disposent encore de fortifications plus ou moins conservées.
Certaines villes et villages ont un caractère pittoresque. Barbizon situé en lisière de la forêt de Fontainebleau et Grez-sur-Loing au bord du Loing ont ainsi attiré les peintres du milieu du XIXe siècle au début du XXe siècle.
Meaux et Noisiel possèdent le label Villes et Pays d'art et d'histoire.

#### Les châteaux

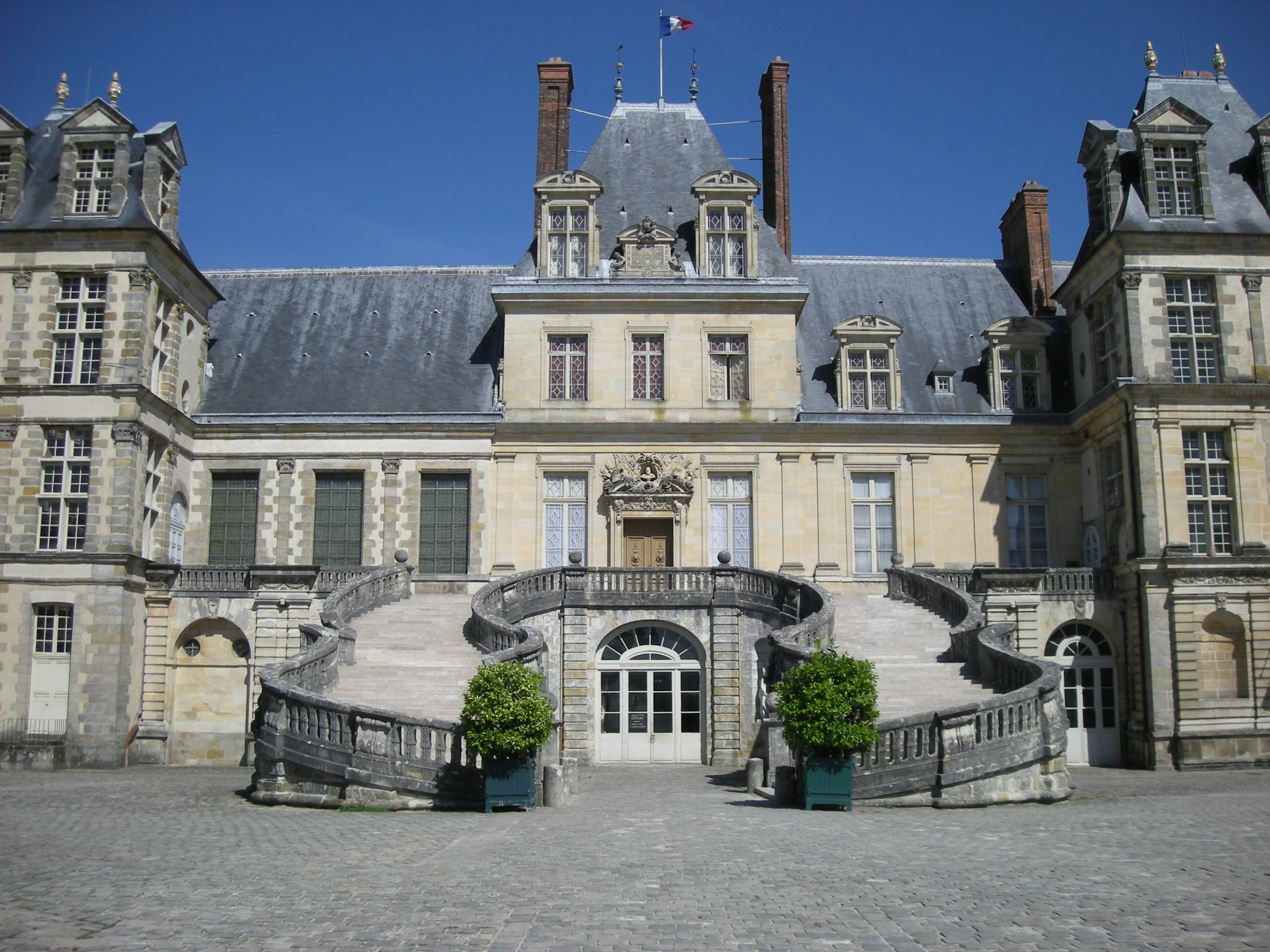
Le Château de Fontainebleau

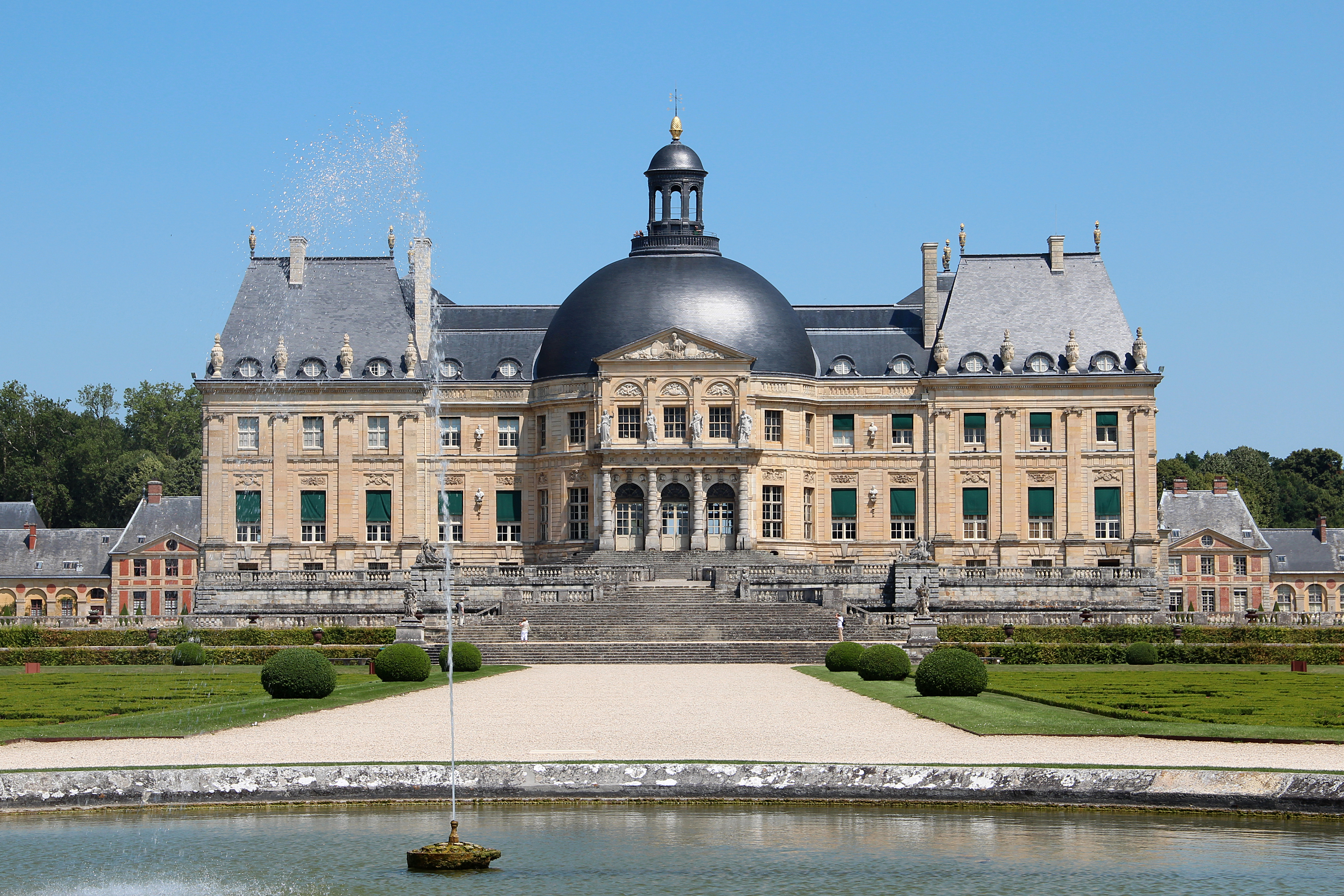
Le Château de Vaux-le-Vicomte

La Brie, divisée au Moyen Âge entre le domaine royal et le comté de Champagne, a été une terre comptant de nombreux châteaux-forts, dont les mieux conservés sont le château de Blandy-les-Tours et le château de Brie-Comte-Robert ainsi que le château de Montaiguillon. Certains châteaux médiévaux ont par ailleurs été remaniés, comme le château de La Grange-Bléneau.
Du fait de la proximité de Paris et du pouvoir royal, un grand nombre de châteaux résidentiels ont été construits à partir de la Renaissance au XVIe siècle jusqu'au XIVe siècle.
Le château de Fontainebleau a été l'une des demeures des souverains français depuis François Ier jusqu'à Napoléon III. Plusieurs rois ont laissé leur empreinte dans la construction et l'histoire du château. Le château et le parc sont classés au patrimoine mondial de l'UNESCO depuis 1981.
Le château de Vaux-le-Vicomte, chef-d'œuvre de l'architecture classique du milieu du XVIIe siècle indissociable de son parc à la française, est aujourd’hui la plus importante propriété privée de France avec un domaine de près de 1 000 hectares.
Le château de Champs-sur-Marne et son parc de 85 hectares qui allie jardin à la française et à l'anglaise est également un exemple d'architecture classique.
Le château de Ferrières, de style néo-Renaissance, passe pour le château français le plus luxueux du XIXe siècle.

#### Les édifices religieux

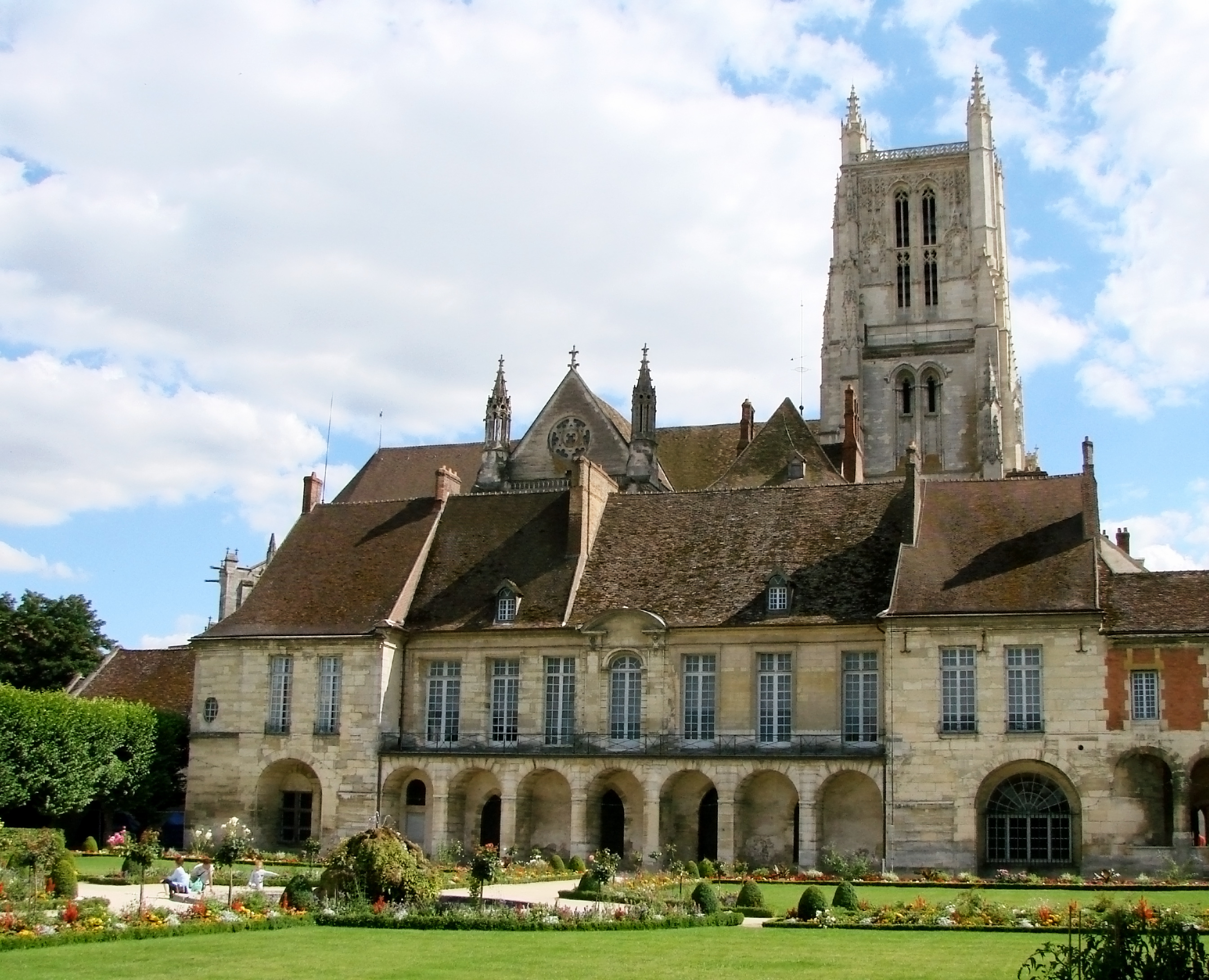
Le palais épiscopal (musée Bossuet) et les jardins, la cathédrale Saint-Étienne de Meaux au second plan

La cathédrale Saint-Étienne de Meaux constitue le plus important monument religieux de Seine-et-Marne. Son chœur, la tour flamboyante qui la surmonte, la luminosité de l'intérieur, la riche ornementation du transept, la tombe de Bossuet, sont les principaux attraits de cette cathédrale. L'ensemble épiscopal a été doté, de l'autre côté d'une vaste cour, d'un palais accompagné de jardins privés.
Les églises de la Brie et du Gâtinais se caractérisent par leur caractère austère et parfois fortifié, à l'instar de l'église Saint-Rémi de Congis-sur-Thérouanne ou de l'église Notre-Dame de Rozay-en-Brie.
Certaines églises sont intéressantes par leur architecture, comme l'église Saint-Ayoul et la collégiale Saint-Quiriace de Provins, l'église Saint-Étienne de Brie-Comte-Robert ou l'église Saint-Aspais de Melun.
Durant l'Ancien Régime, la Brie et le Gâtinais furent des terres comptant de nombreux fiefs religieux. Les abbayes étaient puissantes et perdurèrent jusqu'à la Révolution française comme l'abbaye Saint-Séverin de Château-Landon, ou encore de nos jours comme l'abbaye Notre-Dame de Jouarre, alors que d'autres sont désormais en ruines comme l'abbaye du Lys, l'abbaye de Preuilly ou l'abbaye Notre-Dame de Jouy voire ont totalement disparu.
La commanderie de Coulommiers est la dernière complète en France au nord de la Loire.

#### Les autres sites
L'habitat humain en Seine-et-Marne remonte à la Préhistoire. Le site de Pincevent livre les vestiges d'un campement de chasseurs de rennes datant d'environ 12 300 ans. On retrouve différents sites mégalithiques en Seine-et-Marne comme la Pierre Couvée.
L'époque gallo romaine a marqué le territoire, avec la fondation des premières villes. Les remparts de Lantinum ont subsisté de nos jours à Meaux. Le site de Châteaubleau se situe sur l'antique Via Agrippa de l'Océan.
Les halles traduisent l'importance des anciens marchés locaux. La halle d'Égreville datant XVIe siècle est très bien conservée, celle de Bray-sur-Seine est plus tardive et date du XIXe siècle. Les lavoirs sont des éléments de patrimoine courants dans les communes de Seine-et-Marne ; il subsiste en revanche peu de pressoirs à pommes de nos jours. Des efforts de restauration sont entrepris.
La fin du XVIIIe siècle et surtout le XIXe siècle virent l'essor de l'industrie en Seine-et-Marne. L'ancienne chocolaterie Menier et l'usine élévatoire de Trilbardou constituent des exemples préservés d'architecture et de technologies industrielles d'époque.

### Patrimoine culturel
Le département compte une quarantaine de musées, la plupart de taille modeste. Les musées les plus fréquentés en 2016 étaient le Musée de la Grande Guerre du pays de Meaux devant le Musée départemental de Préhistoire d'Île-de-France de Nemours, le Musée départemental de l'École de Barbizon, le Musée de la Gendarmerie nationale de Melun et le Château-Musée de Nemours.

### Milieux naturels et loisirs associés

#### Les sites naturels

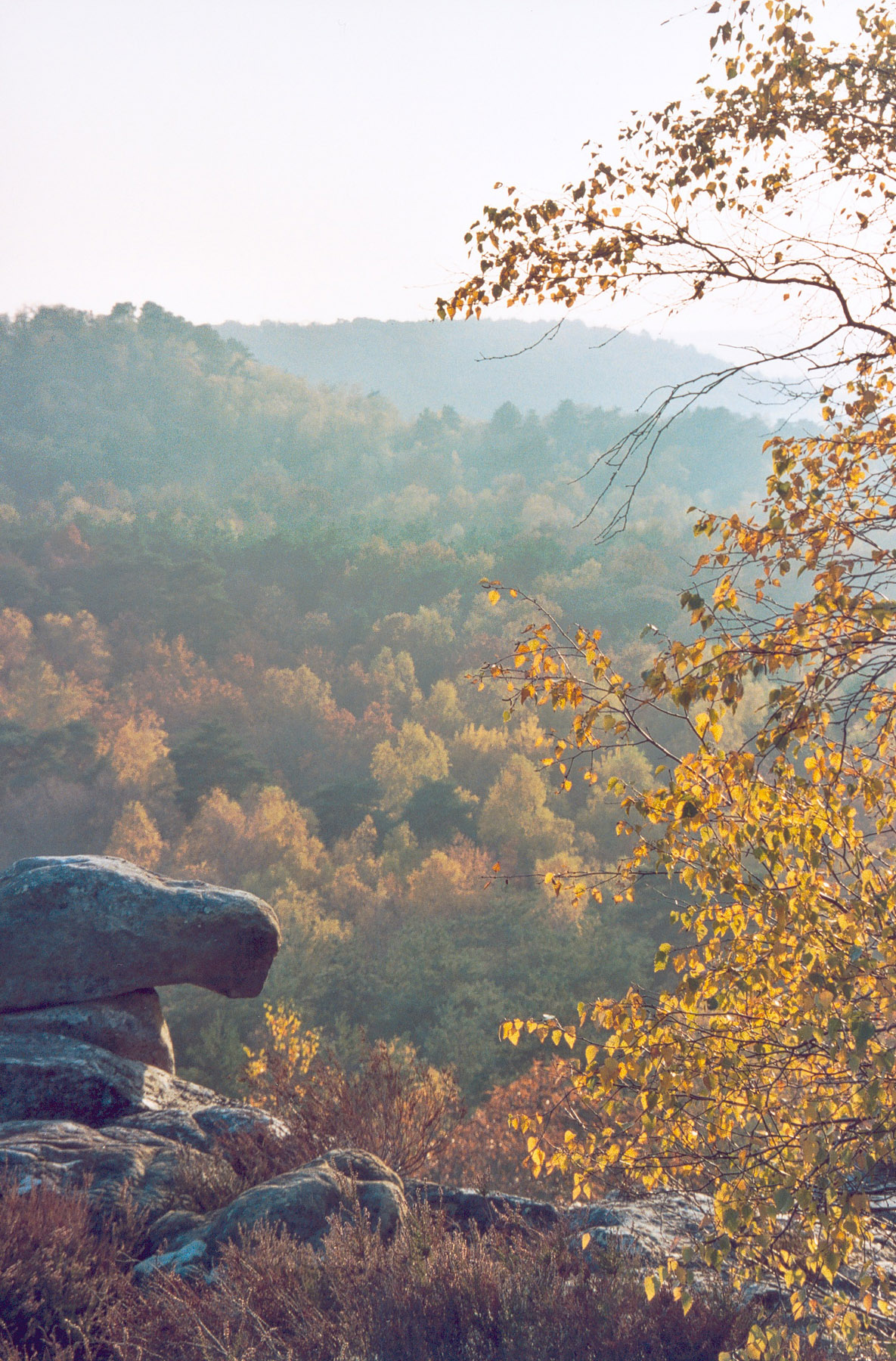
Forêt de Fontainebleau en automne

Le département bénéficie d'un environnement en largement préservé de l'urbanisation, même si celle-ci progresse à un rythme élevé du fait de la croissance de l'agglomération parisienne et des zones d'activités.
Les forêts couvrent 20 % du territoire soit 130 000 hectares. La forêt de Fontainebleau, d'une superficie de 17 000 hectares constitue un espace naturel exceptionnel par la nature et la densité de ses richesses biologiques, par la beauté et la diversité de ses sites. Le massif est fréquenté par des millions de personnes chaque année. La Brie était autrefois une terre couverte par l'immense Brigia Sylva qui fut en grande partie défrichée mais dont subsistent d'importants massifs forestiers. Les forêts domaniales ou régionales sont protégées et valorisées, notamment les forêts de Ferrières-en-Brie, d'Armainvilliers, de Malvoisine, de Jouy et de Villefermoy.

#### Les lacs et cours d'eau
Le département, situé sur les bassins de la Seine et de la Marne, compte de nombreuses rivières (Loing, Petit Morin, Grand Morin...) et ruisseaux en grande partie préservés. Les espaces humides les plus importants sont la réserve naturelle nationale de la Bassée, la réserve naturelle régionale des marais de Larchant et la Réserve naturelle régionale des Seiglats à Cannes-Écluse au bord de l'Yonne.
La Seine-et-Marne compte neuf Îles de loisirs et bases de plein air et de loisirs à Vaires-Torcy, Bois-le-Roi, Buthiers, Jablines-Annet, Saint-Rémy-la-Vanne, La Grande-Paroisse, Saint-Fargeau-Ponthierry, Varennes-sur-Seine et Souppes-sur-Loing, ainsi que la base de canoë-kayak de Chelles.

#### Réserves naturelles
Les biotopes présents sur le territoire sont variés et abritent une richesse faunistique et floristique préservée notamment à travers 263 zones naturelles d'intérêt écologique, faunistique et floristique, pour une surface de 117 163 hectares et 6 sites Natura 2000 pour une surface de 21 044 hectares, et 53 espaces naturels sensibles portant sur une surface d'environ 2 430 hectares.
Le Parc naturel régional du Gâtinais Français regroupe 29 communes de Seine-et-Marne.

### Les parcs et jardins
Les villes et villages comptent de nombreux parcs, jardins, squares, promenades et arboretums publics. Les châteaux disposent généralement de parcs et jardins.
La roseraie de Provins, réhabilitée depuis 2008, s'étend sur trois hectares.

## Animations et manifestations

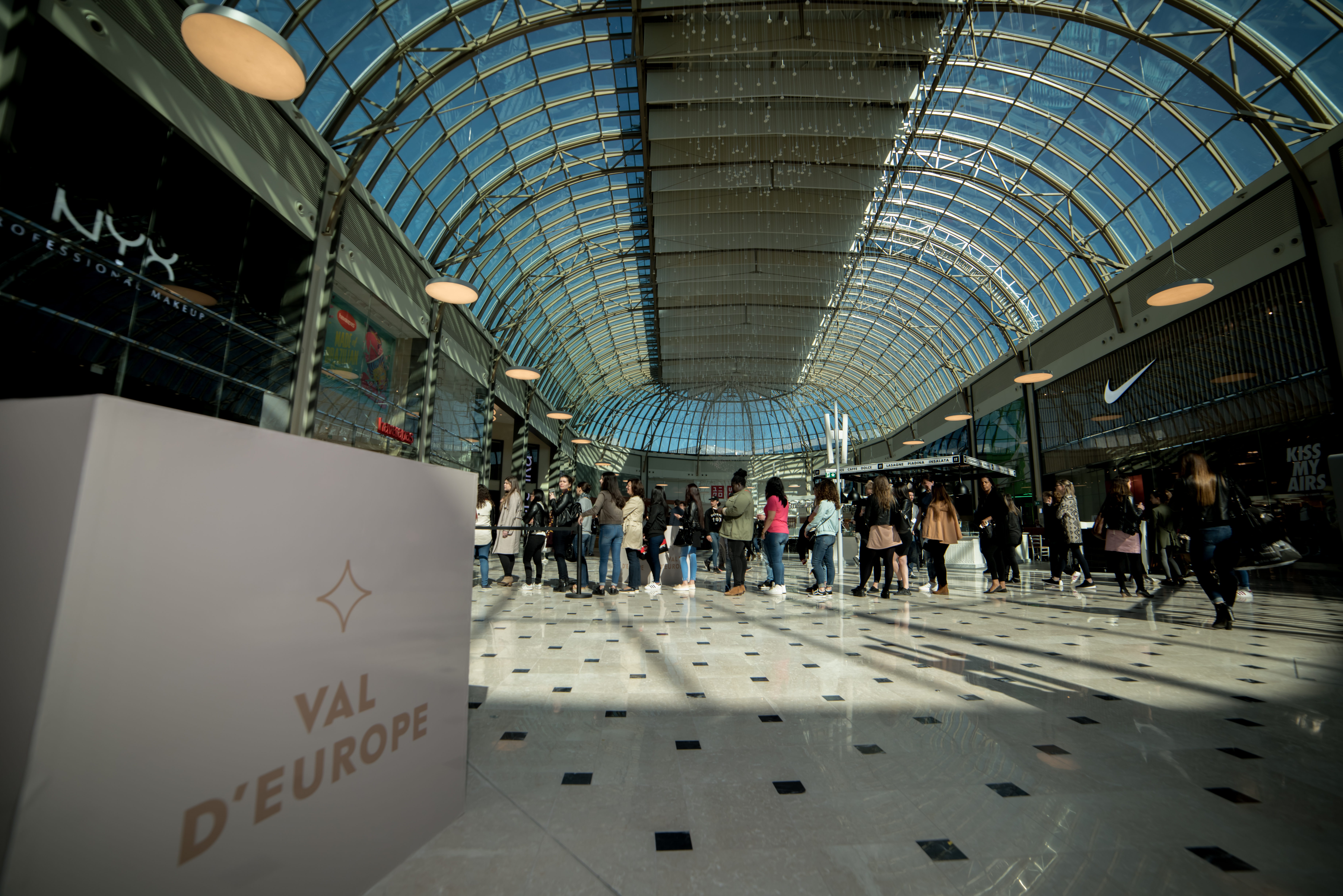
Centre commercial du Val d'Europe

Les manifestations culturelles, sportives et foires sont nombreuses et diversifiées, se déroulant toute l'année.
Les évènements majeurs sont les compétitions équestres au Grand Parquet de Fontainebleau, les spectacles médiévaux à Provins, la Foire internationale aux fromages et aux vins de Coulommiers
.
Des animations culturelles, sportives et de loisirs ainsi que des monuments et parcs sont également ouverts aux visiteurs toute l'année.
Le département dispose d'un des principaux pôles touristiques d'Europe au Val d'Europe avec Disneyland Paris, Villages Nature Paris et le Centre commercial Val d'Europe qui drainent la majeure partie des visiteurs de Seine-et-Marne. Le Parc des Félins est le parc zoologique le plus visité du département.
Le centre commercial Val d'Europe et Carré Sénart sont deux centres commerciaux d'envergure régionale.

## Gastronomie et vins

### Gastronomie

#### Tables réputées
La Seine-et-Marne compte trois restaurants étoilés fin 2017 :
- L'Inédit à Saint-Fargeau-Ponthierry
- L'Axel à Fontainebleau
- Auberge de la Brie à Couilly-Pont-aux-Dames

#### Quelques spécialités culinaires

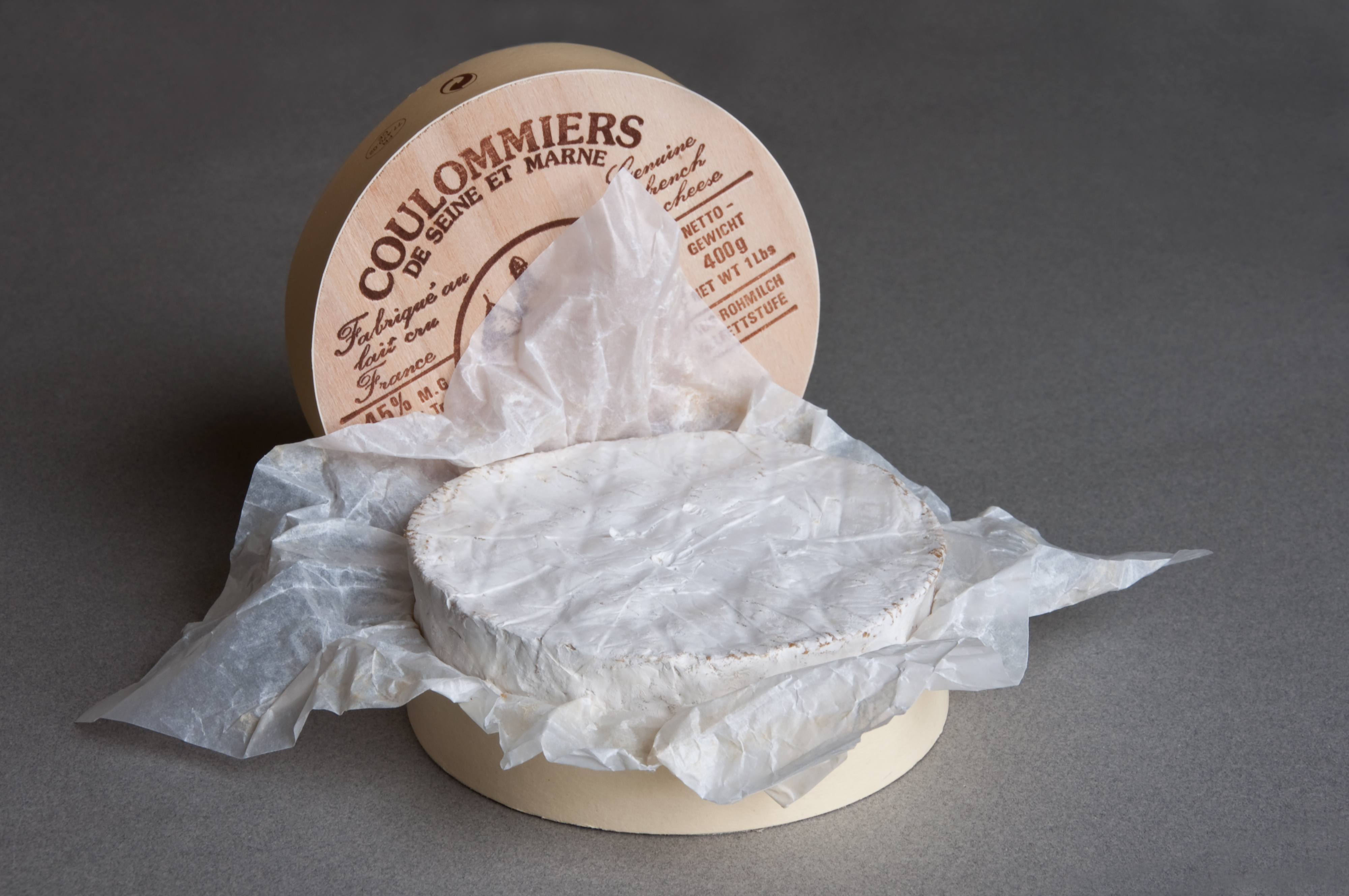
Coulommiers de Seine-et-Marne

La Seine-et-Marne dispose d'un patrimoine gastronomique varié avec un terroir spécifique.
Les bries sont une famille de fromages à pâte molle à croûte fleurie originaire de la Brie.
Les fromages de brie ont plusieurs variétés : brie de Meaux, brie de Melun, brie de Montereau, brie de Provins, brie de Nangis, brie fermier, brie noir...
Le coulommiers originaire de Coulommiers est à mi-chemin entre le camembert et le brie de Meaux.
La moutarde de Meaux est une moutarde à l'ancienne créée par les religieux du chapitre de Meaux.
Le potage de Crécy est un potage aux carottes qui doit son nom à la culture de carottes venant de Crécy-en-Brie.
Le confit de pétales de roses de Provins: trouve son origine durant les Croisades par Thibaud IV de Champagne en 1240.
Les niflettes sont une pâtisserie traditionnelle de la Toussaint, originaire de la ville de Provins.
Le sucre d’orge des religieuses de Moret est une recette créée en 1638 par les bénédictines du prieuré de Notre-Dame des Anges.
Le coquelicot de Nemours est une confiserie créée à Nemours vers 1850.

### Les vignobles
Le Chasselas de Thomery est un cépage de chasselas cultivé dans le village de Thomery.

### Le tourisme dans les départements limitrophes
- Tourisme en Île-de-France
- Tourisme dans l'Essonne
- Tourisme dans le Val-de-Marne
- Tourisme dans le Val-d'Oise
- Tourisme en Seine-Saint-Denis
- Tourisme dans l'Oise
- Tourisme dans l'Aube
- Tourisme dans l'Yonne
- Tourisme dans la Marne
- Tourisme dans l'Aisne